# DAZ Studio
DAZ Studio ist ein von der Firma DAZ Productions (DAZ steht für Digital Art Zone) angebotenes 3D-Modellierungswerkzeug, das sich insbesondere für die Positionierung und Darstellung von 3D-Modellen von Personen eignet.

## Beschreibung
DAZ Studio umfasst ein ähnliches Anwendungsgebiet wie Poser. In DAZ Studio sind Rendereffekte möglich wie Schärfentiefe (Depth of Field) und Bewegungsunschärfe (Motion Blur). Es ermöglicht zudem das Erstellen von Schatten entweder durch Raytracing oder durch sogenannte depth shadow maps. Für schnelleres Rendern ist es möglich, mit OpenGL zu arbeiten, wobei jedoch die Feinheiten der Texturen wie Bumpmapping, Displacement Mapping oder Reflexionen nicht berücksichtigt werden.
DAZ Studio bringt eine eingebaute Python-Engine mit, mit deren Hilfe man, wie auch mit der integrierten Plugin-Schnittstelle, den Funktionsumfang des Programms stark erweitern kann.

### Modellierung von Figuren
Der Haupteinsatzzweck für DAZ Studio ist das schnelle Posieren vorgefertigter Objekte und Figuren und das Arrangieren zu einem fertigen Bild. DAZ Studio richtet sich an Künstler, welche die relativ steile Lernkurve professioneller 3D-Bearbeitung nicht gehen, sondern intuitiv arbeiten und schnelle Resultate sehen wollen. Für die Bibliothek von DAZ Studio ist eine Vielzahl von Figuren und sonstigem Zubehör sowohl vom Hersteller als auch von Dritten erhältlich.

### DAZ Studio und Poser
DAZ Studio bot anfangs nicht alle Features seines Vorbilds Poser. So fehlten zum Beispiel die in Poser vorhandenen physikalischen Simulationen, um etwa Kleidung oder Haare mit anderen Objekten kollidieren oder etwa von einem simulierten Wind bewegen zu lassen. Seit 2017 sind diese Funktionen vorhanden und werden kontinuierlich verbessert.
DAZ Studio ist der größte Drittanbieter von Figuren für die Software Poser. Seine Figur Victoria zählt zu den beliebtesten Figuren. Die Oberfläche von DAZ Studio ist nach Ansicht einiger Nutzer wesentlich intuitiver und angenehmer zu bedienen als die etwas gewöhnungsbedürftige und manchmal unflexible Oberfläche von Poser. Zudem ist seine Installation nicht vom mit Datenschutz-Problemen behafteten Adobe Flash abhängig.

## Geschichte
Die Version DAZ Studio 1.0 wurde im Herbst 2005 veröffentlicht. Die Version 2.0 war für Juli 2007 angekündigt, erschien jedoch erst Anfang März 2008. In der Version 2.0 sind neue Funktionen wie zum Beispiel das automatische Erstellen von annähernd lippensynchronen Animationen enthalten oder eine Möglichkeit, die Polygone der Figuren nachträglich durch zusätzliche Unterteilung zu erhöhen, wodurch die Figuren detaillierter erscheinen.
Version 3.0 erschien Mitte Juni 2009 und weist einige Verbesserungen auf. Unter anderem wurde die Renderengine verbessert, die Möglichkeiten, verschiedene Texturen zu erstellen, wurde erweitert und einige Module, die bei früheren Versionen zusätzlich erworben werden mussten, sind nun (wenn auch zum Teil in eingeschränktem Umfang) in die Software integriert.
Seit Mitte 2011 waren drei deutlich erweiterte Versionen 4.0 (DAZ Studio, ADVANCED, PRO) verfügbar. Die Basis-Version DAZ Studio wurde kostenfrei angeboten. Seit dem 1. Februar 2017 ist auch das DAZ Studio Pro kostenfrei.
Im Januar 2022 veröffentlichte DAZ 8888 NFTs  unter dem Namen „Non-Fungible People“ welche von ihren Eigentümer frei in Videospielen, AR oder im Metaversum benutzt werden können. Die Non-Fungible People sollen die Präsenz von Frauen in der virtuellen Welt stärken und so dazu beitragen ein vielfältiges und integratives Metaversums zu verwirklichen.

## Rezeption
- In einem Bericht in c’t Heft 16/2011 wird positiv bewertet, dass  DAZ Studio „blitzschnell auf die Änderung von Parametern und numerische Eingaben“ reagiere. Negativ wird der Render-Vorgang bewertet.[2]
- chip.de beurteilt das Programm als „erstklassige Rendering-Software“, bemängelt aber, dass keine eigenen 3D-Objekte erstellt werden könnten, sodass hierfür Blender benötigt werde.[4]
- Netzwelt hebt „die einfache Benutzerführung“ hervor, die den „Einstieg für Anfänger einfach“ mache, bemängelt jedoch, dass „keine neuen Modelle erstellt werden können und zusätzliche Erweiterungen kostenpflichtig sind“.[5]